# Гайнц Кох
Гайнц Кох (нім. Heinz Koch; 10 липня 1914, Ерфде — 28 травня 1943, Атлантичний океан) — німецький офіцер-підводник, оберлейтенант-цур-зее крігсмаріне (1 вересня 1941).

## Біографія
В квітні 1939 року вступив на флот. З квітня 1940 року служив в 2-й флотилії оборони гавані. З листопада 1940 по квітень 1941 року пройшов курс підводника. З квітня 1941 року — вахтовий офіцер на підводному човні U-331. В червні-липні 1942 року пройшов курс командира човна. З 5 серпня 1942 року — командир U-304. 27 квітня 1943 року вийшов у свій перший і останній похід. 28 травня U-304 був потоплений в Північній Атлантиці південно-східніше мису Фарвель (54°50′ пн. ш. 37°20′ зх. д.) глибинними бомбами британського бомбардувальника «Ліберейтор». Всі 46 членів екіпажу загинули.

## Нагороди
- Залізний хрест 2-го і 1-го класу
- Нагрудний знак підводника